# 松永藤一郎
松永 藤一郎（まつなが とういちろう、1810年 - 1891年）は、日本の和算家。松永流珠算の創立者。全国の門人3万人である。

## 経歴
伯耆国会見郡上後藤村（のちの鳥取県西伯郡住吉村大字上後藤、現在の米子市上後藤）出身。幼児から算盤を学び、乗除の捷径法を研究の結果発明する所があり、1878年に初めてそれを発表し、人に教授する。1883年頃から日本全国を回遊し、この法を授ける。講習会先の四国坂出で客死する。享年82歳。墓は米子市上後藤にある。

## 人物
青年時代、宮相撲では「藤の森藤兵衛」の四股名で近隣に聞こえていた。
30歳の時、「掛け算と割り算の早道を知れば世のためになることが大きい」と悟り、以来40年間研究を怠らなかった。『珠算乗除捷径法』、『松永流珠算捷径新法』の著書がある。